# 東宿郷停留場
東宿郷停留場（ひがししゅくごうていりゅうじょう）は、栃木県宇都宮市東宿郷にある宇都宮ライトレール宇都宮芳賀ライトレール線の停留場。

## 歴史
仮称は「宿郷町」であった。
- 2021年（令和3年）4月23日：停留場名決定[5]。
- 2023年（令和5年）8月26日：開業[3][4]。特別列車の運行に合わせ、ダイワロイネットホテル前から当停留場までの区間でパレードが開催された[6]。

## 停留場構造
千鳥式ホーム2面2線を有する地上駅。東宿郷交差点に併設され、交差点の東側に芳賀・高根沢工業団地方面のプラットホームを、西側に宇都宮駅東口方面のプラットホームを配置する。停留場の新築工事はマスケンが担当した。

### のりば
| 番線 | 路線          | 方向 | 行先                     |
| ---- | ------------- | ---- | ------------------------ |
| 1    | ■ライトライン | 下り | 芳賀・高根沢工業団地方面 |
| 2    | ■ライトライン | 上り | 宇都宮駅東口方面         |

## 利用状況
- 2024年2月時点での1日平均乗降人員は平日約900人・休日約400人である[10]。
- 2024年（令和6年）11月第2週の1日平均乗降人員は平日約910人・休日約430人である[11]。

## 停留場周辺
近隣はオフィス街であり、飲食店が点在する。南北へ抜けると民家が点在する。北へ抜けると奥州街道に至る。
- アパホテル〈宇都宮駅前〉
- 宇都宮市立今泉小学校
- スカイブリッジ - 遊歩道（横断歩道橋）
- 東雲通り
- ヨークベニマル簗瀬店
- たいらや 城東店

## 隣の停留場
宇都宮ライトレール
■宇都宮芳賀ライトレール線
快速（平日朝下りのみ運転）
通過
各停
宇都宮駅東口停留場 (01) - 東宿郷停留場 (02) - 駅東公園前停留場 (03)